# Champions League of Darts
| Champions League of Darts | Champions League of Darts                                                        |
| ------------------------- | -------------------------------------------------------------------------------- |
| Sportart                  | Darts                                                                            |
| Organisator               | PDC                                                                              |
| Turnierart                | Einladungsturnier                                                                |
| Austragungsort            | Morningside Arena, Leicester                                                     |
| Austragungszeitraum       | Oktober                                                                          |
| Rekordsieger              | Phil Taylor (1×) Mensur Suljović (1×) Gary Anderson (1×) Michael van Gerwen (1×) |
| amtierender Sieger        | Michael van Gerwen                                                               |
| Letzte Austragung         | Champions League of Darts 2019                                                   |

Die Champions League of Darts war ein Dartturnier, das von der PDC organisiert wurde. Es fand im Jahr 2016 zum ersten Mal statt, Austragungsort war die Motorpoint Arena in Cardiff. Im Finale konnte sich Phil Taylor mit 11:5 legs gegen Michael van Gerwen durchsetzen. Die bis dato letzte Austragung im Jahr 2019 gewann Michael van Gerwen.

## Format
An dem Turnier, das an einem Wochenende gespielt wurde, nahmen die Top 8 der PDC Order of Merit zum Zeitpunkt nach dem World Matchplay desselben Jahres teil.
In zwei Vierergruppen trat zuerst jeder Spieler gegen jeden anderen aus seiner Gruppe an. Anschließend trafen die beiden Gruppenersten in den Halbfinals auf die Gruppenzweiten der jeweils anderen Gruppe. Die beiden Gewinner der Halbfinals spielten danach im Finale den Gesamtsieger des Turniers aus.
Alle Partien wurden im Modus best of legs ausgespielt.

## Preisgelder
| Position (Anzahl Spieler) | Position (Anzahl Spieler) | Preisgeld |
| ------------------------- | ------------------------- | --------- |
| Gewinner                  | (1)                       | 100.000 £ |
| Finalist                  | (1)                       | 050.000 £ |
| Halbfinalisten            | (2)                       | 025.000 £ |
| Gruppendritter            | (2)                       | 015.000 £ |
| Gruppenvierter            | (2)                       | 010.000 £ |

Das erspielte Preisgeld hatte keinen Einfluss auf die Order of Merit, da es sich um ein Einladungsturnier handelte.

## Finalergebnisse
| Jahr | Austragungsort             | Sieger                               | Ergebnis                             | Finalist                             | Sponsor                              | Preisgeld                            | Preisgeld                            |
| Jahr | Austragungsort             | Sieger                               | Ergebnis                             | Finalist                             | Sponsor                              | Gesamt                               | Sieger                               |
| ---- | -------------------------- | ------------------------------------ | ------------------------------------ | ------------------------------------ | ------------------------------------ | ------------------------------------ | ------------------------------------ |
| 2016 | Motorpoint Arena, Cardiff  | Phil Taylor                          | 11 : 5                               | Michael van Gerwen                   | Unibet                               | 0£250.000                            | 0£100.000                            |
| 2017 | Motorpoint Arena, Cardiff  | Mensur Suljović                      | 11 : 9                               | Gary Anderson                        | Unibet                               | 0£250.000                            | 0£100.000                            |
| 2018 | Brighton Centre, Brighton  | Gary Anderson                        | 11 : 4                               | Peter Wright                         | Paddy Power                          | 0£250.000                            | 0£100.000                            |
| 2019 | Leicester Arena, Leicester | Michael van Gerwen                   | 11 : 10                              | Peter Wright                         | Paddy Power                          | 0£250.000                            | 0£100.000                            |
| 2020 | Leicester Arena, Leicester | Abgesagt wegen der COVID-19-Pandemie | Abgesagt wegen der COVID-19-Pandemie | Abgesagt wegen der COVID-19-Pandemie | Abgesagt wegen der COVID-19-Pandemie | Abgesagt wegen der COVID-19-Pandemie | Abgesagt wegen der COVID-19-Pandemie |

## Teilnehmer
| Platz | Spieler               | 2016 | 2017 | 2018 | 2019 | ges. |
| ----- | --------------------- | ---- | ---- | ---- | ---- | ---- |
| 1.    | Gary Anderson         | HF   | F    | S    | G    | 4    |
| 1.    | Michael van Gerwen    | F    | G    | HF   | S    | 4    |
| 1.    | Peter Wright          | G    | G    | F    | F    | 4    |
| 2.    | Dave Chisnall         |      | G    | G    |      | 2    |
| 2.    | Rob Cross             |      |      | G    | G    | 2    |
| 2.    | Daryl Gurney          |      |      | G    | G    | 2    |
| 2.    | Adrian Lewis          | G    | G    |      |      | 2    |
| 2.    | Michael Smith         | G    |      |      | HF   | 2    |
| 2.    | Mensur Suljović       |      | S    | HF   |      | 2    |
| 2.    | Phil Taylor           | S    | HF   |      |      | 2    |
| 2.    | James Wade            | HF   |      |      | G    | 2    |
| 3.    | Raymond van Barneveld |      | HF   |      |      | 1    |
| 3.    | Gerwyn Price          |      |      |      | HF   | 1    |
| 3.    | Robert Thornton       | G    |      |      |      | 1    |
| 3.    | Simon Whitlock        |      |      | G    |      | 1    |